# Конечный автомат с памятью
Коне́чный автома́т с па́мятью — математическая модель устройства, поведение которого зависит как от входных условий, так и от предыдущего состояния.
Для описания конечного автомата с памятью используются языки операторных схем, регулярных выражений алгебры событий, а также матрицы и графы переходов.